# Glafenine
Glafenine là thuốc chống viêm không steroid (NSAID). Sử dụng glafenine bị hạn chế do nguy cơ sốc phản vệ và suy thận cấp.